# Bangladéšská válka za nezávislost
Bangladéšská válka za nezávislost (bengálsky মুক্তিযুদ্ধ, Muktidžuddho) byla revoluční válka, trvající od 26. března do 16. prosince 1971, která vedla ke vzniku nezávislého Bangladéše. Boje probíhaly mezi Západním Pákistánem a Východním Pákistánem, které byly v době konfliktu spojeny v jednom státu, a Indií, jejíž intervence vedla ke třetí indicko-pákistánské válce. Během konfliktu došlo k rozsáhlým válečným zločinům, exodu 10 milionů bangladéšských uprchlíků a 30 miliónů vnitřně vysídlených.[zdroj?]
Válka vypukla 26. března 1971, když se pákistánská armáda pokusila potlačit protesty požadující uznání volebních výsledků pákistánskou vojenskou juntou nebo umožnění bangladéšské nezávislosti. V reakci na operace armády vyhlásili bangladéšští politici nezávislost a nechali zformovat jednotky Osvobozenecké armády (Mukti bahini), která započala partyzánský boj proti pákistánským jednotkám. Pákistánská armáda se ve spolupráci s náboženskými extrémisty zapojila do systematické genocidy bangladéšských civilistů, především nacionalistů, intelektuálů, mladých a náboženských menšin. Sousední Indie poskytovala bangladéšským nacionalistům ekonomickou, vojenskou a diplomatickou podporu. Bangladéšská exilová vláda byla ustanovena v Kalkatě.
Indie vstoupila do války 3. prosince 1971 poté, co Pákistán provedl preemptivní nálety na vojenská zařízení v severní Indii. V důsledku války na dvou frontách se pákistánské jednotky rychle zhroutily. Kapitulace proběhla 16. prosince.